# Albeștii de Muscel
Albeștii de Muscel là một xã thuộc hạt Argeș, România. Dân số thời điểm năm 2002 là 5891 người.